# Sent Avit e Sent Nasari
Sent Avit e Sent Nasari (en francès Saint-Avit-Saint-Nazaire) és un municipi francès situat al departament de la Gironda i a la regió de la Nova Aquitània.

## Demografia
| 1962                                       | 1968  | 1975  | 1982  | 1990  | 1999  | 2007  |
| ------------------------------------------ | ----- | ----- | ----- | ----- | ----- | ----- |
| 1.002                                      | 1.002 | 1.015 | 1.203 | 1.278 | 1.381 | 1.472 |
| Des de 1962: població sense dobles comptes |       |       |       |       |       |       |

## Administració
| Període | Identitat          | Partit |
| ------- | ------------------ | ------ |
| 1989-   | Jean-Pierre Naudon | PS     |